# Unione Sportiva Pro Sesto 1947-1948
Questa voce raccoglie le informazioni riguardanti l'Unione Sportiva Pro Sesto nelle competizioni ufficiali della stagione 1947-1948.

## Rosa
| N. |                   | Ruolo | Calciatore          |
| -- | ----------------- | ----- | ------------------- |
|    | Italia (bandiera) | C     | Battista Andreoni   |
|    | Italia (bandiera) | A     | Giuseppe Caleri     |
|    | Italia (bandiera) | A     | Guido Capello       |
|    | Italia (bandiera) | C     | Marcello Castoldi   |
|    | Italia (bandiera) | C     | Piero Cereda        |
|    | Italia (bandiera) | C     | Carlo Colombo       |
|    | Italia (bandiera) | A     | Mario Cordioli      |
|    | Italia (bandiera) | P     | Ernesto Corno       |
|    | Italia (bandiera) | A     | Giuseppe Corti      |
|    | Italia (bandiera) | A     | Guerrino Dal Miglio |
|    | Italia (bandiera) | A     | Giovanni Farina     |
|    | Italia (bandiera) | D     | Osvaldo Ferrini     |

| N. |                   | Ruolo | Calciatore           |
| -- | ----------------- | ----- | -------------------- |
|    | Italia (bandiera) | A     | Costantino Galbiati  |
|    | Italia (bandiera) | D     | Egidio Lorenzi       |
|    | Italia (bandiera) | P     | Bruno Maurizi        |
|    | Italia (bandiera) | C     | Francesco Meregalli  |
|    | Italia (bandiera) | A     | Alberto Meroni       |
|    | Italia (bandiera) | C     | Gaetano Monticelli   |
|    | Italia (bandiera) | A     | Araldo Pirola        |
|    | Italia (bandiera) | A     | Enrico Pirovano (II) |
|    | Italia (bandiera) | C     | Mario Puricelli      |
|    | Italia (bandiera) | P     | Arduino Romoli       |
|    | Italia (bandiera) | D     | Giosuè Sanvito       |